# Die große Offensive
Die große Offensive (Originaltitel: Il grande attacco) ist ein italienischer Kriegsfilm des Regisseurs Umberto Lenzi aus dem Jahr 1978. Die Hauptrollen wurden von Helmut Berger, Henry Fonda und John Huston verkörpert. Der Film startete am 6. April 1978 in den bundesdeutschen Kinos.

## Handlung
Für die Organisation der Olympischen Spiele 1936 kommen der amerikanische General Foster, der deutsche Major Mannfred Roland, der Reporter Sean O’Hara und die jüdische Schauspielerin Annelise Ackerman in Berlin zusammen. Schnell entwickelt sich daraus eine Freundschaft. Jahre später jedoch treffen sie durch zahlreiche Zufälle einander auf verschiedenen Seiten im Zweiten Weltkrieg wieder. Episodenhaft behandelt der Film so die Schicksale der Einzelnen zu dieser Zeit.

## Kritik
„Ein fragwürdiger Actionfilm in Kriegskulisse, der ein problematisches Heldenverständnis offenbart und Krieg als Abenteuer ohne jeden politischen oder historischen Bezug erscheinen läßt.“

„Der Film reiht Episoden aus dem Leben zahlreicher Figuren während des Zweiten Weltkriegs aneinander und erntete für seine "fehlende Plotline", die vielfache Verwendung dokumentarischer Aufnahmen und mancher Schwächen in der Charakterisierung der Protagonisten zumeist schlechte Kritiken.“

## Synchronisation
| Rolle           | Darsteller     | Synchronsprecher  |
| --------------- | -------------- | ----------------- |
| Kurt Zimmer     | Helmut Berger  | Jürgen Clausen    |
| General Foster  | Henry Fonda    | Wilhelm Borchert  |
| Mannfred Roland | Stacy Keach    | Michael Chevalier |
| Martin Scott    | Giuliano Gemma | Thomas Danneberg  |
| Sean O’Hara     | John Huston    | Arnold Marquis    |

In der englischen Fassung ist Orson Welles der Erzähler.